# Izocza (stacja kolejowa)
Izocza (ros. Изоча) – stacja kolejowa w miejscowości Krasnyj Posiołok, w rejonie newelskim, w obwodzie pskowskim, w Rosji. Położona jest na linii Petersburg - Newel - Witebsk.

## Historia
Stacja powstała w czasach carskich na linii z Petersburga do Witebska, pomiędzy stacjami Nowosokolniki a Newel.